# Iztacalco
Iztacalco é uma demarcação territorial da Cidade do México, situada na parte nordeste da capital mexicana. Possuía em 2015 uma população de 390.348 habitantes, distribuída em uma área de 23 km². Faz fronteira com Cuauhtémoc e Venustiano Carranza a norte; com Iztapalapa a sul; e com Benito Juárez a oeste.
Assim como outros nomes pré-hispânicos, a palavra Iztacalco possui múltiplas interpretações. A mais aceita é a da combinação dos vocábulos náuatles íxtatl (sal), calli (casa) e co (local), que juntos significam na casa do sal, pois na região de Iztacalco era feita extração de sal das águas do Lago de Texcoco. Outro significado é lugar de casas brancas, resultado da combinação dos vocábulos íztac (branco), calli (casa) e co (local).

## Transportes

### Metrô da Cidade do México
Iztacalco é atendida pelas seguintes estações do Metrô da Cidade do México:
- Agrícola Oriental
- Canal de San Juan
- Ciudad Deportiva
- Coyuya
- Iztacalco
- Pantitlán
- Puebla
- Santa Anita
- Velódromo
- Viaducto